# Podlas Gruszczański
Podlas Gruszczański – przysiółek wsi Brzezie w Polsce, położony w województwie małopolskim, w powiecie wielickim, w gminie Kłaj.
W latach 1975–1998 przysiółek administracyjnie należał do województwa krakowskiego.